# 庄秃赖
庄秃赖（?—?），全称威正庄秃赖台吉，蒙文史籍称钟都赉卫征诺延，孛儿只斤氏。16世纪蒙古右翼鄂尔多斯部領主，衮必里克墨尔根之孙，班扎喇卫征次子。
庄秃赖驻牧于陕西东北部神木和孤山以北。万历年间，他活动于明朝陕、甘、宁、青等西北边境，在陕西东北的榆林、甘肃永昌东北昌宁堡附近的昌宁湖、肃州（今甘肃省酒泉市）和西海（青海湖）之间游牧。与明朝互市于榆林北十里的红山市、灵武东八十里的清水营。
明朝封他为指挥佥事。要求明朝增赏，没有成功，于是攻打明朝边关，战败，被明朝革除市赏。万历十八年（1590年），迁居昌宁湖。万历二十年（1592年），鄂尔多斯部济农博硕克图联合他率兵援助反明的宁夏副总兵哱拜。明朝平定哱拜，他请求与明朝恢复通贡互市。